# Gola Bazar
Bansgaon es un pueblo y nagar Panchayat situado en el distrito de Gorakhpur en el estado de Uttar Pradesh (India). Su población es de 13335 habitantes (2011). 

## Demografía
Según el censo de 2011 la población de Gola Bazar era de 13335 habitantes, de los cuales 6883 eran hombres y 6452 eran mujeres. Gola Bazar tiene una tasa media de alfabetización del 71,99%, superior a la media estatal del 67,68%: la alfabetización masculina es del 78,24%, y la alfabetización femenina del 65,34%.